# Titularbistum Caprulae
Caprulae (ital.: Caorle) ist ein Titularbistum der römisch-katholischen Kirche.
Es geht zurück auf einen Bischofssitz in der Stadt Caorle, die sich in der italienischen Region Venetien befindet. Es gehörte der Kirchenprovinz Venedig an.
| Titularbischöfe von Caprulae |                                               |                                                                 |                   |                   |
| Nr.                          | Name                                          | Amt                                                             | von               | bis               |
| 1                            | Georges Kettel CICM                           | emeritierter Bischof von Kabinda (Demokratische Republik Kongo) | 19. Dezember 1968 | 16. Juli 1972     |
| 2                            | John Francis Kinney                           | Weihbischof in Saint Paul and Minneapolis (USA)                 | 9. November 1976  | 28. Juni 1982     |
| 3                            | Egidio Caporello                              | Generalsekretär der Italienischen Bischofskonferenz (Italien)   | 24. Juli 1982     | 28. Juni 1986     |
| 4                            | Gilberto Agustoni                             | Kurienbischof                                                   | 18. Dezember 1986 | 26. November 1994 |
| 5                            | Juliusz Janusz Titularerzbischof pro hac vice | Apostolischer Nuntius                                           | 25. März 1995     |                   |